# 光参量振荡器

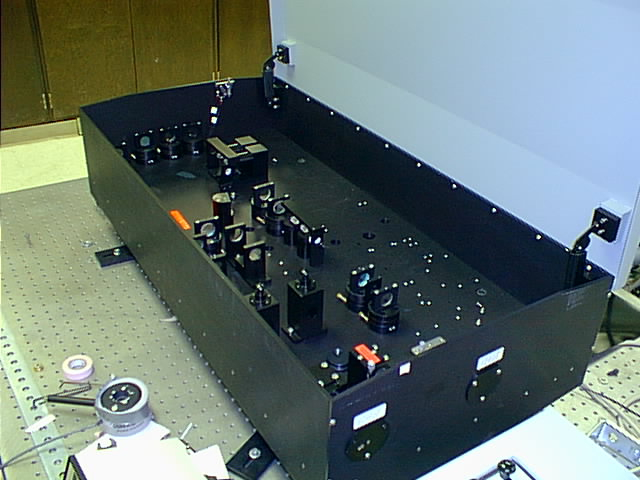
红外光参量振荡器

光参量振荡器（英語：Optical Parametric Oscillator）是一个振荡在光学频率的参量振荡器。它将输入的频率为{\displaystyle \omega _{p}}的激光（所谓的泵浦光），通过二阶非线性光学相互作用，转换成两个的频率较低的输出光（信号光{\displaystyle \omega _{s}}和闲频光{\displaystyle \omega _{i}}），两个输出光的频率之和等于输入光频率：{\displaystyle \omega _{s}+\omega _{i}=\omega _{p}}。 由于历史的原因，两个输出光被称为「信号光」和「闲频光」，其输出波较高频率的「信号」。一个特殊情况下的简并的光参量振荡器{\displaystyle \omega _{s}=\omega _{i}={\frac {\omega _{p}}{2}}}，恰好输出频率为的泵浦光的频率的一半，这可能导致在半谐产生的时候「信号光」和「闲频光」有相同的偏振。
第一个光参振荡器是在1965年，激光发明的五年之后，由贝尔实验室的Joseph Giordmaine和Bob Miller于1965年展示的。 光参量振荡器被用作相干光源用于各种科学目的，以及产生光的压缩态的量子力学研究。另一份来自苏联的研究成果也是发表于1965年。

## 概论
光参量振荡器主要包含两个关键部分：一个光学谐振腔和一个非线性光学晶体。光学谐振腔主要用于和两个输出光中的至少一者相共振。在非线性光学晶体中，泵浦光，信号光和闲频光相互重合。三个不同频率光的相互作用导致信号光波和闲频光波的幅度增益（参量放大）和与之相对应的泵浦光幅度衰减。增益使得共振光波（信号光或闲频光或两者同时）在谐振腔中振荡，补偿了共振光波在来回振荡中的损耗。损耗包括引出想要的输出光波的输出耦合镜带来的损耗。因为损耗和泵浦光强无关，但是增益却依赖于泵浦光强，所以，在低的泵浦功率下，不足的增益不足以去支持振荡。只有当泵浦功率达到一个特定的阈值，振荡才会发生。高于阈值功率时，增益也依赖与共振光波的幅度。因此，在稳态工作时，共振光波的幅度取决于增益和损耗（一个常值）相等时的状态。共振光波的幅度和输出光波的强度都随着泵浦光强的增加而增加。
光子的转换效率，单位时间内输出光（信号光或闲频光）的光子数除以输入的泵浦光光子数，可能很高，在几十个的百分比的量级上。 典型的阈值泵浦光强在几十个毫瓦到几个瓦特的量级，取决于谐振腔的损耗，相互作用的光波频率，非线性材料内的光的功率密度，以及材料的非线性系数。几瓦的输出光强是可以实现的。连续波和脉冲的光参量振荡器都是存在的。后者更容易搭建，因为高光强只持续在一秒中的很小一部分，对于非线性材料和谐振腔的损伤都要小于连续的高强度光波。
 
在光参数振荡器中，最初的闲频光和信号光是从背景波中产生的，这是总是存在的。 如果闲频波是沿着泵浦光波一起来源于外部，那么该过程被称为 差异频率产生 (different frequency generation, DFG)。 这是一个比光参量振荡更高效的流程，并且在原则上可以是无阈值的。
为了改变输出光波的频率，可以改变泵频率或是相位匹配特性的非线性光学晶体。 后者是通过改变非线性晶体的温度或方向或准相位匹配的周期来实现的(见下文)。 为了更精细的调制，也可以改变谐振腔的光程。 此外，谐振腔可能含有抑制共振光波模式跳跃的结构。 这往往需要动态控制光参量振荡系统中的部分结构。
如果非线性光学晶不能相位匹配，准相匹配 (准相位匹配的)可以被采用。这是通过周期性地变化非线性晶体的光学性质，主要是通过周期性极化的。 用一个合适范围的多个周期，可以在周期性极化的铌酸锂晶体(PPLN)中产生输出波长在700纳米至5000纳米的输出光波. 常见的泵浦光源是1064 nm 或532 nm的掺钕钇铝石榴石激光器。
光参量振荡器的一个重要特征是可以产生相干且具有很宽光谱范围的激光。当泵浦光强显著高于阈值时，两个输出光波是非常接近于相干态的。共振光波的线宽非常窄（只有几个kHz）。如果泵浦光也采用一个窄线宽光源，则另一路非共振的输出光波也会是窄线宽的。现在，窄线宽的光参量振荡器在光谱学中被广泛应用。

## 产生光束的量子性质

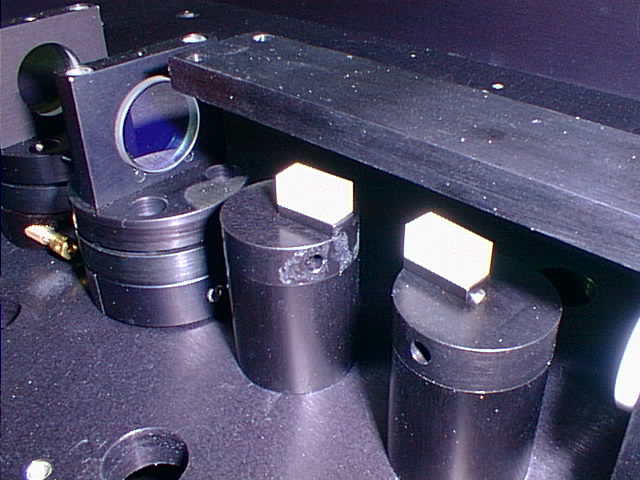
光参量振荡器中的KTP晶体

光参量振荡器是目前用于产生连续可调的压缩相干态和纠缠态激光的最为广泛使用的物理系统。很多连续可变的光量子信息机制的演示都使用光参量振荡器。
下转换过程在单光子机制下确实存在：每一个在谐振腔中消失的泵浦光子都在谐振腔内转换成了一对信号光和闲频光光子。这导致了信号光和闲频光光场强度的量子相关，这其中就有光场减弱中的压缩， 由此产生了下转换领域中“孪生光束”的说法。目前获得的最高的压缩水平达到了12.7 dB。
1988年，理论上预言了孪生光束的相位也是量子相关的，可以导致纠缠。 分别于1992年和2005年，低于和高于阈值的产生的量子纠缠被第一次测量。
当高于阈值时，晶体内部由于泵浦光的消耗，使得其对量子现象十分敏感。1997年，对参量相互作用之后的泵浦光场的压缩被第一次测量。 最近，又发表了三个光场（泵浦，信号和闲频）必然是相互纠缠的预言， 并被同一个课题组的实验所验证。
不仅是孪生光束的强度和相位，同时包括他们的自旋模式都是量子相关的。 这一特性可以被用于增强成像系统中的信噪比甚至超越成像中标准的量子极限（散粒噪声极限）.

## 应用
现在光参量振荡器被用于产生调制到原子跃迁频率的光的压缩态的光源，来研究原子如何和压缩态的光发生相互作用
最近还有研究表明，简并的光参量振荡器可以被用作一个不需要后处理的全光量子 随机数发生器 。